# Duke Ellington
Duke Ellington, właśc. Edward Kennedy Ellington (ur. 29 kwietnia 1899 w Waszyngtonie, zm. 24 maja 1974 w Nowym Jorku) – amerykański pianista, kierownik zespołu (bandleader), kompozytor i aranżer jazzowy.

## Życiorys
Urodzony w Waszyngtonie. Jego rodzice pochodzili z czarnej klasy średniej. W domu otrzymał bardzo dobre wychowanie i maniery, stąd w szkole nazywano go „Książę” (ang. duke). Jego zainteresowania jazzem były jednak nie w smak rodzicom, Duke uciekł więc z domu i w 1922 wraz z zespołem, w którym grał, przyjechał do Nowego Jorku, będącego w owym czasie głównym ośrodkiem jazzu. Wówczas zespół nie odniósł sukcesu, jednak Ellington spróbował zadebiutować jeszcze rok później jako członek zespołu The Washingtonians, tym razem z większym powodzeniem. Stary lider grupy próbował oszukiwać muzyków i stracił ich zaufanie – wtedy kierownictwo objął Duke. Udało im się dostać kontrakt w Harlemie, a w 1928 znaleźli zatrudnienie w „Cotton Clubie”.
W tym czasie grali u niego m.in. Johnny Hodges (saksofon altowy), Barney Bigard (klarnet), Cootie Williams (trąbka) i Juan Tizol (puzon wentylowy).
W 1933 Duke Ellington wraz z big bandem odbył tournée po Europie (Anglia, Francja, Holandia).
Tworzył także muzykę filmową, m.in. do Anatomii morderstwa (Anatomy of a Murder) Otto Premingera, w której zagrał też epizodyczną rolę pianisty w barze.
Został pochowany na Woodlawn Cemetery w Nowym Jorku.

## Wybrane kompozycje
- Black and Tan Fantasy (1927)
- C Jam Blues (1942)
- Cotton Tail (1940)
- Creole Love Call (1927)
- Don't Get Around Much Anymore (1940)
- I Got It Bed (1941)
- I'm Beginning to See the Light (1944)
- In a Mellotone (1939)
- In a Sentimental Mood (1935)
- It Don't Mean a Thing (If It Ain't Got That Swing) (1931)
- Mood Indigo (1930)
- Prelude to a Kiss (1938)
- Satin Doll (1953)
- Solitude (1934)
- Sophisticated Lady (1932)

## Nagrody i wyróżnienia
| Grammy Awards |                                                                                             |                                                                         |           |         |
| Rok           | Kategoria                                                                                   | Tytuł                                                                   | Gatunek   | Wynik   |
| 1999          | Historical Album                                                                            | The Duke Ellington Centennial Edition RCA Victor Recordings (1927-1973) | Jazz      | Laureat |
| 1979          | Best Jazz Instrumental Performance, Big Band                                                | Duke Ellington at Fargo, 1940 Live                                      | Jazz      | Laureat |
| 1976          | Best Jazz Performance By a Big Band                                                         | The Ellington Suites                                                    | Jazz      | Laureat |
| 1972          | Best Jazz Performance By a Big Band                                                         | Toga Brava Suite                                                        | Jazz      | Laureat |
| 1971          | Best Jazz Performance By a Big Band                                                         | New Orleans Suite                                                       | Jazz      | Laureat |
| 1968          | Best Instrumental Jazz Performance – Large Group Or Soloist with Large Group                | ...And His Mother Called Him Bill                                       | Jazz      | Laureat |
| 1967          | Best Instrumental Jazz Performance, Large Group Or Soloist with Large Group                 | The Far East Suite                                                      | Jazz      | Laureat |
| 1966          | Best Original Jazz Composition                                                              | In the Beginning God                                                    | Jazz      | Laureat |
| 1965          | Best Instrumental Jazz Performance - Large Group or Soloist with Large Group                | New Orleans Suite                                                       | Jazz      | Laureat |
| 1959          | Best Performance By w Dance Band                                                            | Anatomy of a Murder                                                     | Pop       | Laureat |
| 1959          | Best Musical Composition First Recorded And Released in 1959 (More Than 5 Minutes Duration) | Anatomy of a Murder                                                     | Composing | Laureat |
| 1959          | Best Sound Track Album – Background Score From a Motion Picture or Television               | Anatomy of a Murder                                                     | Composing | Laureat |

- 1969 Prezydencki Medal Wolności
- 1973 Kawaler Legii Honorowej
- 1999 Nagroda Pulitzera (przyznana pośmiertnie)